# Himantozoum gemellum
Himantozoum gemellum är en mossdjursart som beskrevs av Jean-Loup d'Hondt och Gordon 1996. Himantozoum gemellum ingår i släktet Himantozoum och familjen Bugulidae. Inga underarter finns listade i Catalogue of Life.